# 叙利亚全国委员会
叙利亚全国委员会（英語：National Council of Syria，或）是敘利亞反對派的政治组织，最早创建于2005年，不过到了2011年由于反政府示威活动的影响而再次重新确立，由于该组织的内部分裂严重，2016年起人员相继出走。半岛电视台英语频道在2018年报道称该组织“已经不存在”。此后叙利亚全国联盟成为最大的反对派组织。
该组织于2011年8月23日在土耳其伊斯坦布尔开始创建，以“代表叙利亚人民的关切和要求”。委员会发言人表示，该组织曾由100多名来自叙利亚各个反抗巴沙尔·阿萨德政权的反对派组织的代表组成。

## 政治纲领
2011年9月15日该组织正式宣告建立，共140名成员。委员会成员巴斯玛·库德玛尼对媒体表示：委员会将代表叙利亚全体人民；委员会将坚持既定的政治路线，适时成立代表叙利亚人民的临时政府；委员会认为叙利亚革命将分成政权更迭、过渡时期和未来政治道路三个阶段进行，每个阶段大约需要6个月的时间。
2012年8月31日，全国委员会发表声明，呼吁安理会在叙利亚设置禁飞区与人道主义走廊，以帮助安置因战乱而逃往邻国或流离失所的250万叙民众。

## 成员

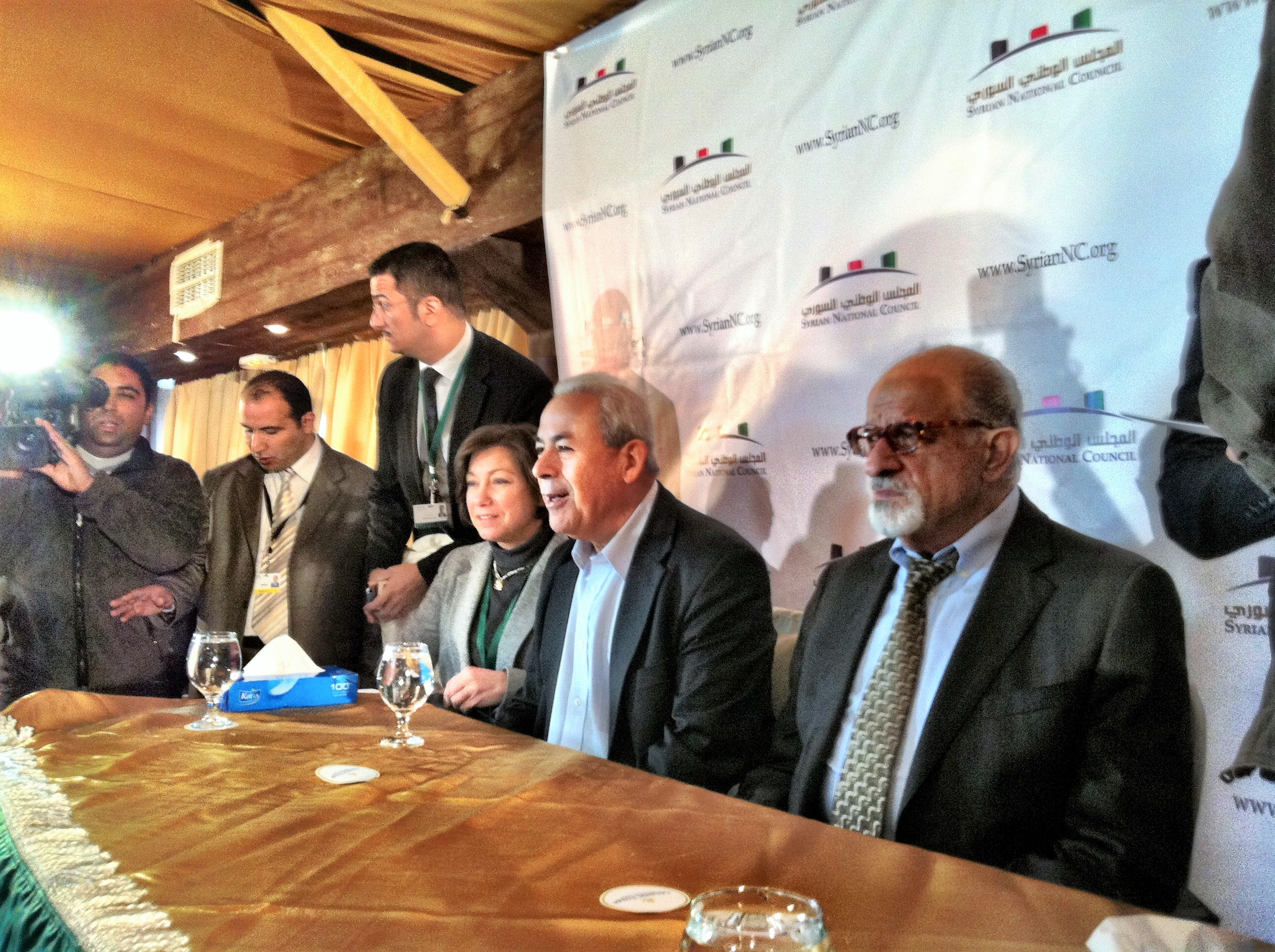
2011年12月19日，全国委员会在突尼斯召开了第一次代表大会，图中间的是伯翰·加利昂

居住于巴黎的大学教授伯翰·加利昂从成立直到2012年5月24日是该组织的主席。加利昂于2012年5月下旬由于受到批评而宣布辞职，同年6月10日叙利亚库尔德人阿卜杜·巴塞特·希达当选新任主席。
该组织得到了叙利亚的穆斯林兄弟会、亚述人民主组织、一些库尔德人持不同政见者、独立的叙利亚持不同政见者、地方协调委员会LCC和自由叙利亚军的支持。许多成员流亡在国外，并尽力同国内的活动家取得联系。该组织表示它代表了叙利亚60%的反对派。
该组织受到国内的一些反对派组织的批评，比如争取民主变革力量全国协调委员会主张通过与叙当局的对话来寻求出路。
叙国内唯一的库尔德人政党库尔德人未来运动党（Kurdish Future Movement Party）的领袖Mashaal Tammo在宣布他领导的政党是全国委员会的成员后不久，他就在卡米什利遭到了当局的暗杀。
2012年11月9日，乔治·萨卜拉被選為敘全國委員會第3任主席。

## 对外关系

### 外国政府

已承认它是合法代表的国家
叙利亚
外交上已承认它为合法代表的国家
与它建立起非正式关系的国家
已经非正式支持它作为合法的对话伙伴的国家
已经与它保持非正式关系的国家
还没有承认的国家

2011年10月19日，利比亚执政当局——利比亚全国过渡委员会宣布承认叙利亚“全国委员会”为代表叙利亚的合法政府。利比亚还关闭了叙当局驻的黎波里的大使馆。因此，利比亚成为承认叙利亚“全国委员会”合法的第一个国家。此外，美国、法国和欧盟等西方国家表态称，欢迎委员会的成立。利比亚过渡委不仅同意叙利亚全国委员会在的黎波里设立大使，11月下旬双方代表在土耳其接触时利过渡委还表示利比亚愿意为自由军提供武器和志愿军。
2011年11月2日，突尼斯第一大党伊斯兰复兴运动党领导人拉希德·加努希表示：全国委员会是叙利亚的合法代表，同时突尼斯会关闭叙驻突尼斯大使馆并驱逐叙当局大使。12月16日，SNC在突尼斯市举行了为期三天的第一次代表大会，当时新当选的突尼斯总统蒙塞夫·馬爾祖基参与了与Burhan Ghalioun的对话和出席了联合记者招待会。12月19日，Burhan Ghalioun宣布突尼斯新政府将正式承认SNC的合法代表地位。
2011年11月15日，德国外长基多·威斯特威勒与SNC代表团会面，他说“对于叙利亚发生的人道灾难我们绝对不能保持沉默”，他称赞SNC所做的努力，并讨论了未来与该组织合作以帮助叙实现民主转变的议题。
2011年11月15日，SNC代表团接受邀请到莫斯科与俄罗斯外长、副总理等官员会谈。
2011年11月21日，法国外长阿兰·朱佩表示法国政府把叙全国委员会当作正式的对话伙伴。2012年8月27日，法国总统弗朗索瓦·奧朗德呼吁全国委员会等反对派组织立即组建叙过渡政府，法国将在过渡政府成立后立即给予承认。
2011年11月23日，西班牙外长Trinidad Jiménez证实西班牙政府把叙全国委员会当作正式的对话伙伴，她说“西班牙支持将争取自由和民主的全国委员会作为一个代表叙利亚的主要对话方”。
2011年11月25日，意大利外长Giulio Terzi di Sant'Agata表示意大利支持SNC等叙反对派组织。12月11日，他与Burhan Ghalioun会面时说意大利将加强与SNC的联系，因为SNC是一个重要的反对派组织。
2011年12月2日，保加利亚外长宣布SNC“是关于叙利亚未来的一个重要的对话伙伴”。
2011年12月5日，美国国务卿希拉里·克林頓表示：叙全国委员会是一个“寻求和平民主转变的主要且合法的叙利亚代表”，美国“承诺要帮助......实现这个转变”。
2011年12月9日到11日，SNC代表团访问挪威奥斯陆，与挪威政府官员与人道主义组织会面。挪威外长积极回应SNC代表团的要求。
2011年12月14日，敘全国委员会在土耳其伊斯坦布尔正式建立起自己的第一个外交办事处。
2011年12月16日，加拿大外长John Baird在众议院上表示“巴沙尔·阿萨德政府将倒台，这只是时间问题”。23日，他与Burhan Ghalioun率领的SNC代表团会面，SNC也很感谢加拿大政府对于他们的支持。
2012年1月3日，葡萄牙外长在里斯本与SNC代表团会面，SNC呼吁葡萄牙政府断绝与巴沙尔政府的关系，并利用与巴西的影响力也促使南美洲的国家也这样做。
2012年1月5日，比利时外长Didier Reynders与SNC代表团会面，他说该国会促使欧盟为叙利亚人设立一个援助基金，他也支持SNC所做的努力直到这些目标能够实现。
2012年1月17日，荷兰外长Uri Rosenthal与Burhan Ghalioun代表团会面。Rosenthal表示荷兰持续在对巴沙尔政府施压，同时也支持欧盟和安理会制裁叙当局，他说“为了使叙利亚走上民主道路巴沙尔必须下台”。他也称赞叙集会者的勇气和SNC的重要作用。
2012年2月24日，“叙利亚之友”国际会议在突尼斯市举行，有西方和阿拉伯国家共70个国家的政府代表出席。会议宣布承认叙全国委员会为“叙利亚人民的合法代表”，呼吁叙利亚其他反对派组织与SNC保持团结。
美國政府對敘全國委員會的態度後來有所轉變，國務卿希拉里於2012年10月31日批評敘全國委員會不是由正在戰場上的人組成，無法代表敘利亞反對派。

### 外国地方政府
- 2012年1月11日， 伊拉克库尔德斯坦总统马苏德·巴尔扎尼与SNC代表团会面，他说“未来他领导的库尔德人地方政府会加强与SNC的合作，以支持叙人民的追求”[45]。

### 国际组织
- 欧洲联盟: 2011年10月10日，欧盟官方表示支持SNC的追求目标[46]。
- 阿拉伯国家联盟: 2011年10月15日，阿盟秘書長纳比勒·阿拉比宣布承认敘利亞全國委員會为叙利亚的唯一合法代表[47]。

### 外国政党与议会
- 埃及: 2011年10月11日，自由与正义党领导的埃及民主阵线表示他们支持SNC为叙利亚人民的合法代表[48]。
- 巴基斯坦: 2011年10月19日，巴基斯坦极右翼政党Jamaat-e-Islami宣布承认SNC并要求巴国政府和伊斯兰国家都承认SNC[49]。
- 科威特: 2011年10月28日，科威特国会要求科威特政府承认SNC为叙利亚人民的唯一合法代表[50]。
- 阿尔及利亚: 2011年11月14日，伊斯兰拯救阵线主席Abbassi Madani宣布承认SNC为叙利亚的唯一合法代表[51]。
- 约旦: 2011年11月15日，穆斯林兄弟会组建的伊斯兰行动阵线承认SNC[52]。

## 阿萨德政府的态度
2011年10月9日，叙外长Walid al-Moualem警告外国政府不要承认全国委员会，称“如果承认它叙将采取严厉措施给予报复。”